# Степаненко Данило Олександрович
Дани́ло Олекса́ндрович Степаненко — майстер спорту України міжнародного класу з кікбоксингу.

## Життєпис
Почав заняття спортом в 1993 році у тренера Сергія Бєлих у м. Донецьку, під керуванням якого тренувався до закінчення спортивної кар'єри. У 1996 році приєднався до боксерської команди видатного донецького тренера Володимира Тулумбасова. З 1997 року тренувався під наглядом Олександра Семеренка.
В 1999 році отримав першу перемогу на загальноукраїнських змаганнях — Першості України з кікбоксингу у м. Донецьку. У цьому ж році бере участь у Першості Світу з кікбоксингу в Лісабоні (Португалія), де отримав бронзову медаль у розділі фул-контакт. Також стає фіналістом Чемпіонату України з кікбоксингу, та виконує норматив Майстра спорту України.
В 2001 році перший раз стає Чемпіоном України одразу у двох розділах — фул-контакті (вагова категорія до 63,5 кг), та в лайт-контакті (вагова категорія до 63.000 кг), та бере реванш за поразку минулого року у майстра спорту Юрія Шарова. У цьому році стає бронзовим призером Чемпіонату світу з кікбоксингу WKA, що проходив у Відні (Австрія), та бере участь у Чемпіонаті Світу з кікбоксингу WAKO у розділі фул-контакт. Несподівано стає бронзовим призером цих змагань, програвши у півфіналі багаторазовому Чемпіону Світу з Франції Абдельмаліку Манґуші, та виконує норматив Майстра спорту України міжнародного класу.
У 2002 відбувається деякий спад у кар'єрі Данила. Він спробує себе у боксі, та після участі та перемоги у деяких турнірах повертається в кікбоксинг.
2003 рік ознаменувався перемогою в Чемпіонаті України з кікбоксингу та участю у Чемпіонаті Світу з кікбоксингу у розділі лайт-контакт у ваговій категорії до 63.5 кг. Підготовка до цих змагань проходила у складних умовах. Спортсмен майже не мав можливості відвідувати спортзал, та роздумував над закінченням кар'єри. Але підтримка тренерів — Семеренка та Бєлих дали можливість дійсним образом підготуватися та відвідати Чемпіонат Світу, що проходив у Парижі (Франція). Півфінальний бій стає неприємною несподіванкою для спортсмена та тренерів — три рази суперник Данила перебував у нокдауні від атак українського бійця, але судді присудили перемогу на користь спортсмена з Угорщини.
В 2004 році Данило хоче закінчити кар'єру, але бере участь у першому Чемпіонаті Світу з бойових мистецтв, що проходив у Ялті (Крим). Підготовку спортсмена взяв на себе видатний донецькій тренер Володимир Тулумбасов. Отримавши перемогу у трьох поєдинках Данило Степаненко стає Чемпіоном Світу.
В 2005 році Степаненко перемагає у Чемпіонаті України, бере участь у Чемпіонаті Світу WAKO, та стає Володарем Кубка України.
В 2006 році вимушено закінчує спортивну кар'єру через потужну травму коліна, та майже вчиться ходити заново.
В 2007 році повертається в спорт, перемагає у Спартакіаді України з кікбоксингу у розділі лайт-контакт (вагова категорія до 69 кг), отримує нагороду як найкращий боєць у розділі лайт-контакт та безповоротно закінчує кар'єру спортсмена.

## Спортивні досягнення
- - 1999 — переможець Першості України з кікбоксингу, фіналіст Чемпіонату України з кікбоксингу, бронзовий призер Першості Світу з кікбоксингу WAKO (фул-контакт)
  - 2000 — володар Кубка України з кікбоксингу
  - 2001 — дворазовий чемпіон України з кікбоксингу (фул-контакт, лайт-контакт), бронзовий призер Чемпіонату Світу WKA (фул-контакт), бронзовий призер Чемпіонату Світу WAKO (фул-контакт)
  - 2002 — володар Кубка України з кікбоксингу
  - 2003 — чемпіон України з кікбоксингу (лайт-контакт), бронзовий призер Чемпіонату Світу WAKO (лайт-контакт), володар Кубка України з кікбоксингу
  - 2004 — чемпіон України з кікбоксингу (лайт-контакт), чемпіон Світу з бойових мистецтв WAKO (фул-контакт), володар Кубка України з кікбоксингу (лайт-контакт)
  - 2005 — чемпіон та володар Кубка України з кікбоксингу (лайт-контакт)
  - 2007 — переможець Спартакіади України з кікбоксингу (лайт-контакт)